# 1746 Brouwer
Brouwer (asteróide 1746) é um asteróide da cintura principal com um diâmetro de 64,25 quilómetros, a 3,1493333 UA. Possui uma excentricidade de 0,2038152 e um período orbital de 2 873,46 dias (7,87 anos).
Brouwer tem uma velocidade orbital média de 14,97581211 km/s e uma inclinação de 8,37893º.
Esse asteróide foi descoberto em 14 de Setembro de 1963 por Goethe Link Obs..